# Filippo Hercolani, IV principe Hercolani
Filippo Hercolani, IV principe Hercolani (Bologna, 11 agosto 1736 – Bologna, 5 novembre 1810), è stato un mecenate e scrittore italiano.

## Biografia
Filippo nacque a Bologna l'11 agosto 1736, figlio dell'allora marchese Marcantonio (dal 1761 principe Hercolani) e di sua moglie, la nobildonna bolognese Silvia Barbazza.
Compì i propri studi al collegio dei nobili di Modena e poi li proseguì con un Grand Tour che influenzò particolarmente la sua vita futura, spingendolo al suo ritorno a Bologna ad iniziare una serie di attività di promozione culturale, in particolare artistica e scientifica.

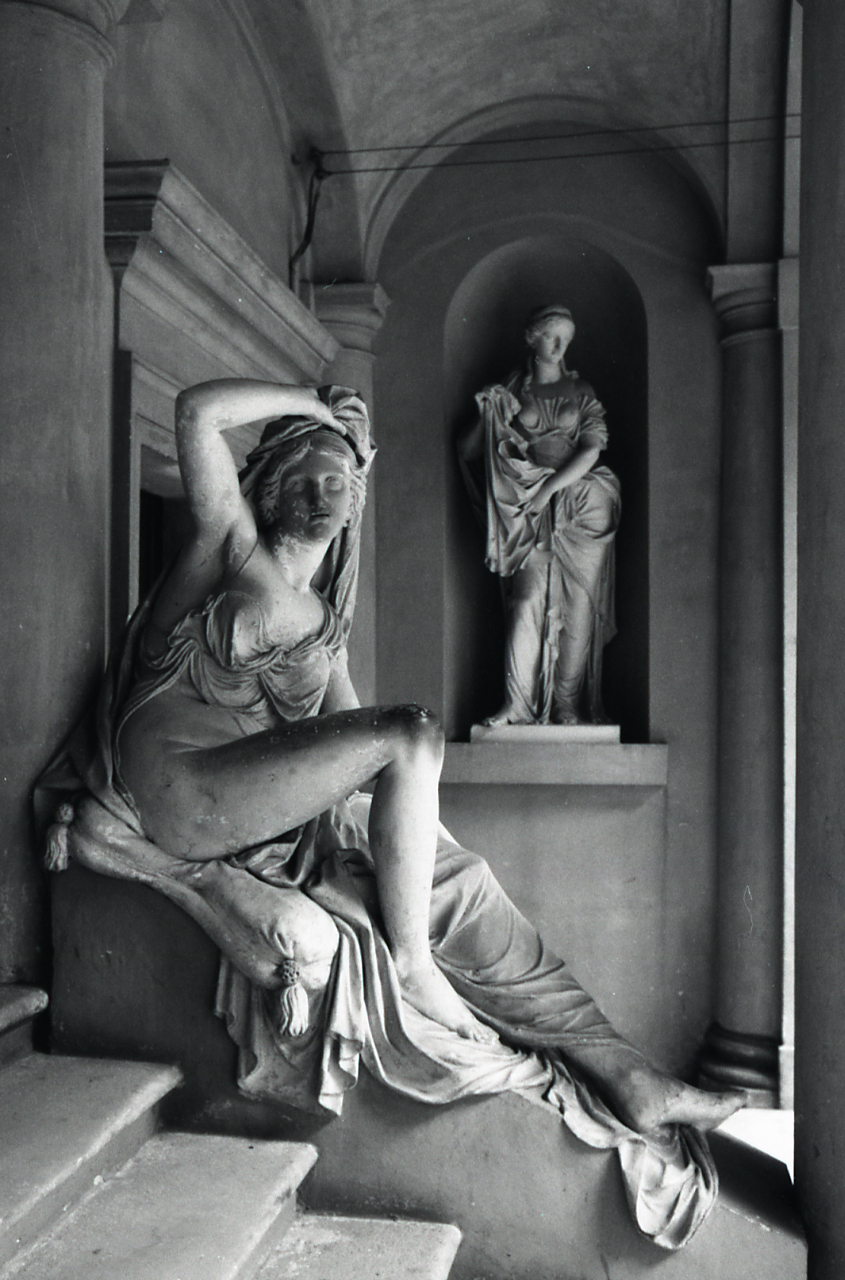
Statue mitologiche realizzate da Giacomo De Maria a Palazzo Hercolani su commissione del principe Filippo

Alla morte del padre nel 1772, gli succedette come principe Hercolani, ma ereditò anche un patrimonio finanziario pesantemente dilapidato che egli seppe, nel giro di pochi anni, non solo rendere solido ma anche arricchire di numerose opere con il restauro dei palazzi di famiglia e la loro decorazione ad opera dei pittori della Bologna del tempo. Fu lui infine a ordinare la costruzione di Palazzo Hercolani che ancora oggi si trova a Bologna, contattando personalmente l'architetto Angelo Venturoli il quale gli propose la collaborazione dello scultore Giacomo De Maria per la realizzazione del grandioso scalone d'onore del progetto, ornato di statue mitologiche, oltre a pitture di Filippo Pedrini, Flaminio Minozzi, Giovanni Battista Frulli, Antonio Basoli, Gaetano Caponeri ed altri. La sua grande passione per l'arte lo spinse anche a distinguersi come autore in questo campo pubblicando ad esempio una Storia pittorica d'Italia in collaborazione con Luigi Landi, pur non disdegnando comunque l'arte della poesia che coltivò personalmente grazie anche all'amicizia con personaggi di spicco del panorama culturale bolognese dell'epoca come Carlo Innocenzo Frugoni e Giampietro Zanotti.
Nel 1775 venne confermato al seggio ereditario di senatore di Bologna e dall'anno 1777 al 1796 fu gonfaloniere della città per ben quattro volte. Con la calata dei francesi napoleonici in Italia ed il loro arrivo a Bologna proprio nel 1796, Filippo si dimostrò favorevole alle idee rivoluzionarie d'oltralpe dalle quali probabilmente si aspettava un nuovo impulso culturale ed economico per l'Italia, accogliendo in città il generale Napoleone Bonaparte al quale consegnò simbolicamente le chiavi della città e che poi ospitò nel palazzo senatoriale.
Nel 1809 Napoleone, ormai divenuto imperatore, lo nominò senatore del Regno napoleonico d'Italia.
Fu membro dell'Accademia dell'Arcadia col nome di Dorico Dioneo.
Morì a Bologna il 5 novembre 1810.

## Matrimoni e figli
Filippo si sposò a Bologna il 4 aprile 1774 con la marchesa Corona Maria Anna Cavriani (1751-1830), figlia del marchese Ferdinando e di sua moglie, Maria Rosa Bentivoglio. Da questo matrimonio nacquero i seguenti eredi:
- Astorre (1779-1829), V principe Hercolani, sposò la marchesa Maria Malvezzi
- Maria Lucrezia (1781-1870), sposò il marchese Antaldo Antaldi
- Isotta Agnese (1785-1823), sposò Ranieri Simonetti, II principe di Musone

## Ascendenza
|                                               |                                              |                                           | Genitori |  |  | Nonni             |  |  | Bisnonni |  |
|                                               |                                              |                                           |          |  |  | Alfonso Hercolani |  |  | …        |  |
|                                               |                                              |                                           |          |  |  | Alfonso Hercolani |  |  | …        |  |
|                                               |                                              | …                                         |          |  |  | Alfonso Hercolani |  |  |          |  |
| Marcantonio Hercolani, III principe Hercolani |                                              |                                           |          |  |  | Alfonso Hercolani |  |  |          |  |
|                                               |                                              | …                                         | …        |  |  |                   |  |  |          |  |
|                                               |                                              | …                                         | …        |  |  |                   |  |  |          |  |
|                                               |                                              | …                                         | …        |  |  |                   |  |  |          |  |
| Filippo Hercolani, IV principe Hercolani      |                                              | …                                         |          |  |  |                   |  |  |          |  |
|                                               | Giovanni Antonio Barbazza, marchese Barbazza | Guido Antonio Barbazza, marchese Barbazza |          |  |  |                   |  |  |          |  |
|                                               | Giovanni Antonio Barbazza, marchese Barbazza | Guido Antonio Barbazza, marchese Barbazza |          |  |  |                   |  |  |          |  |
|                                               | Giovanni Antonio Barbazza, marchese Barbazza | …                                         |          |  |  |                   |  |  |          |  |
| Silvia Barbazza                               | Giovanni Antonio Barbazza, marchese Barbazza |                                           |          |  |  |                   |  |  |          |  |
|                                               |                                              | …                                         | …        |  |  |                   |  |  |          |  |
|                                               |                                              | …                                         | …        |  |  |                   |  |  |          |  |
|                                               |                                              | …                                         | …        |  |  |                   |  |  |          |  |
|                                               |                                              | …                                         |          |  |  |                   |  |  |          |  |